# Fill in – International Jazz Festival Saar
Fill in – International Jazz Festival Saar (Eigenschreibweise: fill in – International Jazz Festival Saar) ist ein deutsches Jazzfestival, das jährlich im Saarland stattfindet. Das Festival zählt bis zu 12.000 Besucher. Projektträger ist die K8 Institut für strategische Ästhetik gGmbH.

## Geschichte
Fill in wurde 2023 von dem Jazzschlagzeuger Oliver Strauch initiiert und von der K8 Institut für strategische Ästhetik gGmbH gegründet. Das erste Festival fand Anfang Juli 2023 im Deutsch-Französischen Garten statt. Im Jahr 2024 musste das Festival witterungsbedingt von der Parkanlage in das E-Werk in Saarbrücken umziehen. Erstmals veranstaltete das Festival auch ein Straßenfest und war mit einem zweitägigen Open-Air-Festival auf der Vaubaninsel in Saarlouis. Fill in findet an drei Tagen Ende Juni/Anfang Juli mit je zwei Konzerten pro Abend statt. Es startet am Vorabend auf dem St. Johanner Markt in der Saarbrücker Innenstadt mit Konzerten von Studierenden und Absolventen der Hochschule für Musik Saar. Im Jahr 2024 kamen mehr 12.000 Menschen zu den Konzerten des Festivals.

## Line-up
Nach eigenen Angaben präsentiert das Festival „Weltstars und angesagte Talente“. Zu den Gastmusikern gehörten bisher u. a. John Scofield, Anne Paceo, Alfredo Rodríguez, Billy Cobham, das Brussels Jazz Orchestra und Zara McFarlane, Emmet Cohen, Lakecia Benjamin, Dhafer Youssef und Curtis Stigers.